# Saint-Gaudens
Saint-Gaudens er en lille by og kommune i Frankrig. Den er sous-préfecture i departementet Haute-Garonne i regionen Occitanie, og har ca. 10.000 indbyggere.